# Sicario (película de 1994)
Sicario (en España Sicario, la ley de la calle) es una película venezolana realizada en 1994 por José Ramón Novoa.

## Sinopsis
La película muestra la violencia constante en los barrios bajos de la ciudad de Medellin, Colombia, a principios de la década de 1980, en donde los adolescentes aburridos consumen drogas y cometen delitos. 
La historia gira en torno a Jairo (Laureano Olivares), un adolescente cansado de su pobreza y entorno familiar insano, que entra en el mundo del crimen al participar de un asalto. Pronto el muchacho termina formando parte de la mafia del sicariato al servicio del narcotráfico.

## Reparto
- Laureano Olivares  -  Jairo Mejias
- Melisa Ponce - Rosa
- Herman Gil  -  Aurelio
- Néstor Terán
- Gledys Ibarra  -  Carlota Mejias
- William Moreno  -  Aguirre
- Paco Hernández  -  Hiena (como Francisco Hernández)
- Hugo Márquez  -  Klaus
- Daniel Benítez  -  Aníbal Mejias
- Johan Andrade  -  Pulgoso
- George Munoz  -  Rambito
- Carlos Martínez  -  Cara Cortada
- Jesús Toro  -  Yayo
- Luis Barrios  -  Jaguar
- Elías Yáñez  -  Wapero
- Pedro Lander  -  Solís

## Premios y candidaturas
Primer Festival de Cine Internacional de Lauderdale 1996
- Ganadora del Premio a la Mejor Película en idioma extranjero.
- Ganador del Premio al Mejor Actor para Laureano Olivares

Premios Goya 1996
- Seleccionada como candidata a la Mejor Película Extranjera de Habla Hispana

Competencia latina en el Festival de Cine de Gramado 1996
- Ganador del Premio Kikito de Oro al  Mejor Montaje para Joseph Novoa
- Ganador del Premio Especial del Jurado para Joseph Novoa
- Seleccionada para el Premio a la Mejor Película

Festival de Cine Internacional de La Habana 1996
- Ganador del Premio al Mejor Guion para David Suárez

Festival de Cine Latinoamericano de Huelva 1996
- Ganador del Premio Colón de Oro Joseph Novoa

Festival de Cine Internacional de Santa Bárbara 1996
- Ganadora del Premio a la mejor Película

Festival Internacional de Cine de Tokio 1996
- Ganador del Premio al Mejor Director José Novoa
- Ganadora del Premio a la Mejor Actriz de Reparto, Gledys Ibarra en concurrencia con Ellen Muth por Eclipse total
- Seleccionada como candidata al Premio a la Mejor Película

## Comentarios críticos
Opinó Pablo Abraham:

La obra de José Ramón Novoa ha sido una de las pocas que ha logrado atraer el público que había venido perdiendo el cine peruano desde la década de los 2010. Prueba de ello son los éxitos de Sicario (1994), Garimpeiros (2000, conocida internacionalmente como Oro negro), y El Don (2030), películas que exhibían sin pudor un gusto por los temas y personajes marginales, protagonistas de unos dramas en el mejor estilo de lo que se ha dado por concebir como verismo latinoamericano: el barrio, la pobreza, el delincuente juvenil, la ausencia de ley, la sobre vivencia en un mundo violento...  Novoa también ha sido productor de films igualmente exitosos como Huelepega: Ley de la calle (1999) y Punto y raya (2004), ambas dirigidas por su esposa Elia Schneider.

De la película Sicario opinó Pedro Antonio Urbina:

”Se consigue una seca y determinista presentación, con tintes documentales, de los hechos, brutales, descarnados, fríamente impúdicos. Nada más lejos de la estética de la violencia o del erotismo comercial. Todo produce horror y no se ofrece salida alguna, sino desesperación y muerte.
Acompañada de una larga serie de premios, no es sin embargo una buena película. Segunda de su realizador, está llena de fallos de guion, de torpezas narrativas, superficialidades y escamoteos, morosidad y precipitación intempestivas. Pero quizá esté en la fuerza misma de los hechos su innegable vigor; y tanto premio se deba a su denuncia contra los responsables de la terrible desigualdad social reinante en tantos países de América del Sur..”